# Comté de Washington (Kansas)
Pour les articles homonymes, voir Washington et Comté de Washington.
Le comté de Washington est l’un des 105 comtés de l’État du Kansas, aux États-Unis. Il a été fondé le 20 février 1857.
Siège et plus grande ville : Washington.

## Géolocalisation
| Comté de Thayer (Nebraska) | Comté de Jefferson (Nebraska) | Comté de Gage (Nebraska ) |
| Comté de Republic          | Comté de Washington           | Comté de Marshall         |
| Comté de Cloud             | Comté de Clay                 | Comté de Riley            |

## Personnalité liée au comté
Wealthy Babcock (1895 – 1990), mathématicienne.